# NGC 4840
NGC 4840 је елиптична галаксија у сазвежђу Береникина коса која се налази на NGC листи објеката дубоког неба.
Деклинација објекта је + 27° 36' 38" а ректасцензија 12h 57m 32,8s. Привидна величина (магнитуда) објекта NGC 4840 износи 13,7 а фотографска магнитуда 14,7. NGC 4840 је још познат и под ознакама MCG 5-31-29, CGCG 160-42, DRCG 27-46, PGC 44324.